# スティーヴ・レッドグレーヴ
サー・スティーヴン・ジェフリー・レッドグレーヴ（Sir Stephen Geoffrey Redgrave CBE, 1962年3月23日 - ）は、イングランド・マーロウ出身のイギリスのボート（ローイング）選手である。1984年から2000年にかけて5大会連続でオリンピックの金メダルを獲得し、1988年には銅メダルも受賞している。
イギリスで最高のオリンピック選手とみなされている。5大会連続で金メダルを獲得したオリンピック選手は、他にはパール・コヴァーチ、アラダー・ゲレビッチ（レッドグレーヴの記録を上回る唯一の6大会連続受賞者）、ライナー・クリムケ、ビルギット・フィッシャーの4人しかおらず、レッドグレーヴはその中でも唯一の「持久系」スポーツでの受賞者である。

## 漕歴
ボート界の標準から見ても、レッドグレーヴは体格が大きくパワフルであり、身長は6フィート5インチ (約195cm) にも達する。最盛期には体重は100kgを超えていた。レッドグレーヴは最初インドア・ローイング・マシーン (ローイング・エルゴメーター) を漕ぎ始め、かつてインドア・ローイングの世界選手権で優勝したこともある。彼は世界クラスのシングルススカルの選手でもあり、全英選手権で何度も優勝しているが、彼はスウィープの選手として人々に記憶されている。
しかしながら、レッドグレーヴとその仲間を他国の競技者と隔てるものは、その優勢ではなく一貫性であろう。彼らは非常な才能を持っていたが、それは他の競技者も同じことだった。レッドグレーヴの漕ぐボートが簡単に勝てたわけではなく、ほとんどのレースは悪戦苦闘の末、わずかな差で勝ったものである。レッドグレーヴの5回のオリンピック優勝のうち、4回は2秒以下の差での勝利だった。しかし、レースを重ね月日を経てもなお、レッドグレーヴは表彰台の頂点に立ち続けていたのである。
潰瘍性大腸炎と診断され、1997年には糖尿病も患い、彼の経歴の最後の4年間において偉業の達成はより困難なものとなった。これらの病気の影響で、漕いでいるときに予見できない疲労の発作に見舞われた。
オリンピックでのメダルのほか、レッドグレーヴは10個の金メダル、2個の銀メダル、1個の銅メダルを世界ボート選手権で受賞している。15個のオリンピック・世界選手権のメダルの記録を超えるボート選手は他に存在しない。
レッドグレーヴはヘンリー・ロイヤル・レガッタでも突出した選手であり、少なくとも13回優勝している。(Diamond Scull 1983年・1985年、 Double Sculls Challenge Cup 1981年・1982年、the Silver Goblets & Nickalls Cup 1986年・1987年・1989年・1991年・1993年・1994年・1995年、 the Steward's Cup 1997年・1998年)
1989年・1990年にはレッドグレーヴはイギリスのボブスレーナショナルチームのメンバーであり、しかも全英チャンピオンでもあった。
1996年のオリンピックで金メダルを受賞した直後のインタビューで、レッドグレーヴは自分が再びボートの近くにいたら誰でも撃っていいと発言している。
2000年にレッドグレーヴは5回連続のオリンピック金メダルを獲得し、競技から引退してBBC Sports Personality of the Yearに選ばれた。シドニーで金メダルを受賞する前月の2000年8月、BBCの3部作ドキュメンタリーGold Feverに出演している。これはレッドグレーヴとその舵手なしフォアのクルーのオリンピックに至るまでの年月を追ったもので、5回目の金メダルを目指す浮き沈みの日々を記録した映像も収録されている。
レッドグレーヴは1987年にMBE、1997年にCBEを受勲し、2001年にはナイトに叙された。
2002年には、レッドグレーヴの5大会連続金メダル獲得という偉業が、チャンネル4の100 Greatest Sporting Momentsのうちトップに選ばれた。
2006年4月、レッドグレーヴは3回目のロンドンマラソンを完走し、記録的な1,800,000ポンドものの寄付を集めた。
レッドグレーヴはチェルシーFCのサポーターである。
2012年7月27日、ロンドンオリンピックの開会式では、デビッド・ベッカムとJade Baileyから引き継いだ聖火を、最終ランナーである若手選手7人に託した。

## 業績
- オリンピックメダル: 金5個、銅1個
- 世界ボート選手権メダル: 金10個、銀2個、銅1個
- ジュニア世界ボート選手権メダル: 銀1個
- Thomas Keller Medal Outstanding International Rowing Career: 2001年 (世界漕艇協会 (FISA) より受賞)

### オリンピック
- 2000年 - 金、舵手なしフォア (Matthew Pinsent、Tim Foster、James Cracknell)
- 1996年 - 金、舵手なしペア (Matthew Pinsent)
- 1992年 - 金、舵手なしペア (Matthew Pinsent)
- 1988年 - 金、舵手なしペア (Andy Holmes)
- 1988年 - 銅、舵手つきペア (Andy Holmes、Patrick Sweeney)
- 1984年 - 金、舵手つきフォア (Martin Cross、Adrian Ellison、Andy Holmes、Richard Budgett)

### ボート世界選手権
- 1999年 - 金、舵手なしフォア (James Cracknell、Ed Coode、Matthew Pinsent)
- 1998年 - 金、舵手なしフォア (James Cracknell、Tim Foster、Matthew Pinsent)
- 1997年 - 金、舵手なしフォア (James Cracknell、Tim Foster、Matthew Pinsent)
- 1995年 - 金、舵手なしペア (Matthew Pinsent)
- 1994年 - 金、舵手なしペア (Matthew Pinsent)
- 1993年 - 金、舵手なしペア (Matthew Pinsent)
- 1991年 - 金、舵手なしペア (Matthew Pinsent)
- 1990年 - 銅、舵手なしペア (Matthew Pinsent)
- 1989年 - 銀、舵手なしペア (Simon Berrisford)
- 1987年 - 金、舵手なしペア (Andy Holmes)
- 1987年 - 銀、舵手つきペア (Andy Holmes、Patrick Sweeney)
- 1986年 - 金、舵手つきペア (Andy Holmes、Patrick Sweeney)
- 1985年 - 12位、シングルスカル
- 1983年 - シングルスカル
- 1982年 - 6位、クォドルプル
- 1981年 - 8位、クォドルプル

### ボートジュニア世界選手権
- 1980年 - 銀、ダブルスカル
- 1979年 - シングルスカル

## 発言
1996年にオリンピックの金メダルを獲得した後、レッドグレーヴは4年後のシドニーにも参加するか問われ、イギリスに生中継されているテレビに向かって「私がボートの近くにもう一度近寄るのを見たら、誰でも撃っていいよ。」と言った。翌年にこの決断を覆すことになる。

## 伝記
- Steve Redgrave: A Golden age (2000) Nick Townsendとの共著 ISBN 0-563-55182-8
  - 2nd edition: 2001 ISBN 0-563-53821-X
- Steve Redgrave's Complete Book of Rowing (1992). ISBN 1-85225-124-7
  - 2nd edition: 1995 ISBN 1-85225-230-8
- You Can Win At Life! (2005) Nick Townsendとの共著.  ISBN 0-563-48776-3.

レッドグレーヴは Diabetes: The at Your Fingertips Guide の序文も書いている。